# Afro Samurai
Afro Samurai är ett tv-spel till Playstation 3 och Xbox 360, som släpptes i Nordamerika den 27 januari 2009 och i Europa den 27 mars 2009. Spelet är baserat på manga- och anime-serien med samma namn, och utvecklades av Namco Bandai Games. Titelkaraktären i spelet är röstlagd av Samuel L. Jackson. Spelet använder sig av cel-shading. Afro Samurai är ett hack 'n slash-spel, med strategiskt fightingsystem, möjlighet att blockera slag och använda combos, med mera.